# Dambo
Dambo est un terme utilisé pour désigner une catégorie de milieux humides peu profonds qu'on trouve en Afrique Centrale, Australe et de l'Est, notamment en Zambie et au Zimbabwe. Ils se situent généralement dans des zones de hauts-plateaux arrosés ; ils se ramifient telles des rivières et quoique n'étant jamais très grands, ils peuvent ainsi couvrir de vastes régions. Par exemple, les dambos couvrent environ 12,5 % du territoire de la Zambie. Il existe des noms africains pour désigner ces milieux : mbuga (usité en Afrique de l'Est), matoro (dans le Mashonaland, au Zimbabwe), vlei (Afrique du Sud), fadama (Nigeria) et bolis (Sierra Leone) ; le français « bas-fond » et l'allemand spültal désignent des zones humides enherbées similaires.

## Caractéristiques des dambos

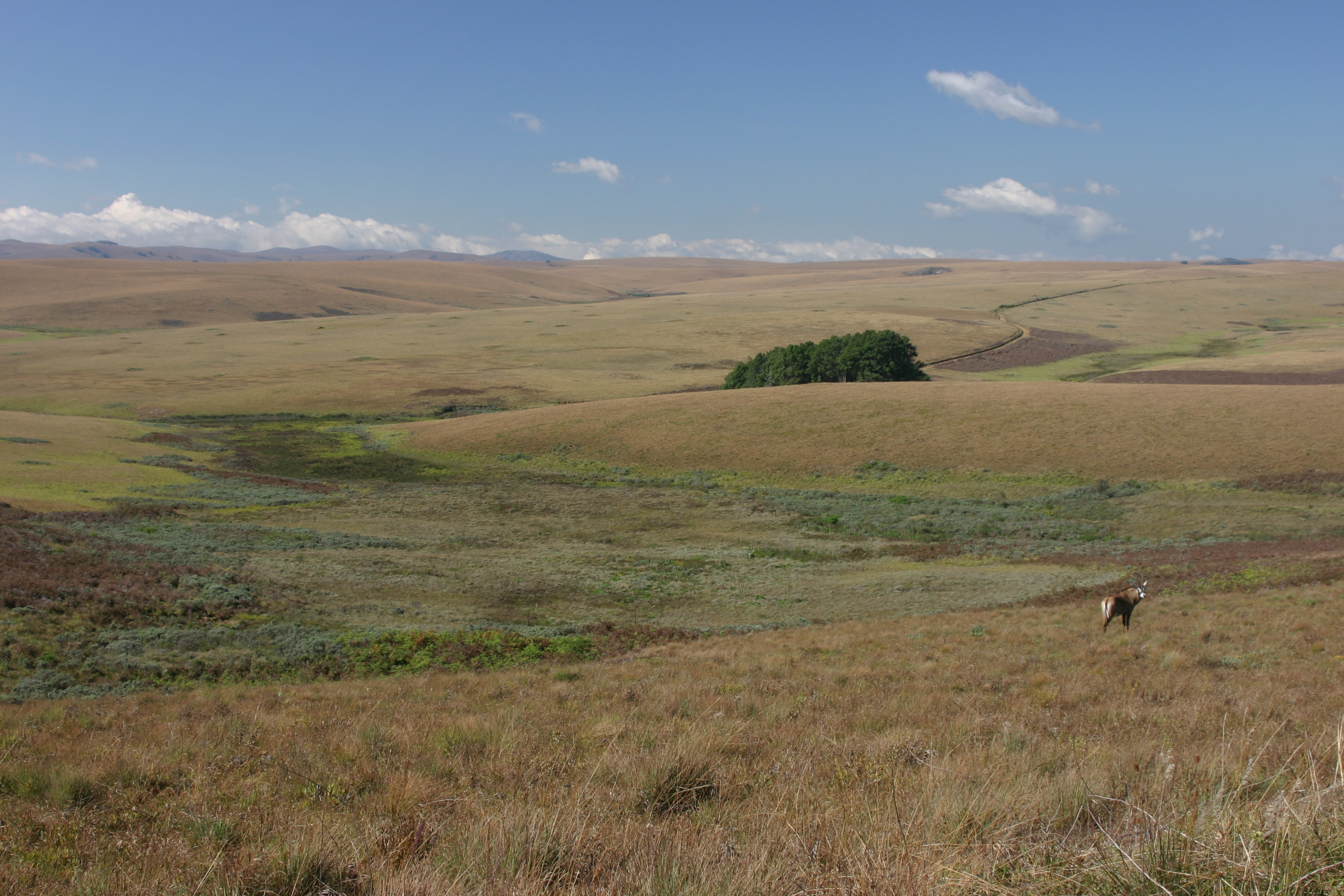
Paysage de dambo, au Malawi.

Les dambos sont caractérisés par des graminées, des joncs et du carex, contrastants avec les zones boisées environnantes telles les forêts claires à miombo. Ils peuvent être secs à la fin de la saison sèche, révélant des sols gris et des argiles noires, mais, à la différence d'une prairie inondable, ils conservent des lignes de drainage humide pendant la saison sèche. Ils sont gorgés d'eau et inondés en saison des pluies mais, généralement, pas plus haut que la hauteur de la végétation ; l'eau libre est celle des ruisseaux, des rivières et des petits étangs ou lagunes au point le plus bas, généralement à proximité du centre.
Le nom de dambo est plus particulièrement utilisé pour les zones humides des plateaux en amont des ruisseaux et rivières. La définition scientifique qui en a été proposée est « dépressions en amont des lignes de drainage, principalement couvertes d'herbes, saisonnièrement inondées ».

## Types de dambos
Le problème avec la définition précédente est que le mot peut aussi être utilisé pour les zones humides qui bordent les rivières, loin de leurs sources, tel que le dambo de la rivière Mbereshi qui pénètre dans les marais de la Lwapula, en Zambie 9° 43′ 30″ S, 28° 46′ 00″ E. 
Un rapport de la FAO, datant de 1998, distingue les dambos « hydromorphiques/phréatiques » (associés aux sources en amont des cours d'eau) et les dambos « fluviaux » (associés aux cours d'eau proprement dit). Le rapport propose aussi cinq types géomorphologiques pour la province de Luapula en Zambie : upland, valley, hanging, sand dune et pan.

## Hydrologie des dambos
Les dambos sont alimentés par les pluies, lesquelles sont lentement drainées pour alimenter à leur tour les ruisseaux et rivières ; ils sont ainsi un élément clé du cycle de l'eau. En plus d'être des écosystèmes complexes, ils jouent un rôle dans la biodiversité des régions où ils se trouvent.
Une idée populaire est que les dambos agissent comme des éponges qui s'imprègnent en saison des pluies puis relâchent lentement les eaux en saison sèche, assurant ainsi une alimentation des cours d'eau tout au long de l'année. Mais des recherches suggèrent que l'eau est relâchée des aquifères du milieu à la fin de la saison sèche. Des sources ont été observées dans certains dambos.
Cela signifie en pratique que l'eau d'une saison des pluies donnée peut mettre longtemps, jusqu'à plusieurs années, à percoler au travers des collines avant d'émerger dans un dambo, créant des lagunes ou des écoulements en aval qui ne peuvent être expliqués par les précipitations de l'année précédente. Les dambos peuvent ainsi, par exemple, être impliqués dans les énigmatiques variations du niveau ou du débit de l'eau dans le lac Mweru Wantipa et le lac Chila à Mbala.

## Utilisation des dambos
Les dambos sont traditionnellement utilisés :
- comme sources d'eau en saison sèche ;
- les joncs peuvent servir à faire des couverture de toits et servent de matériau pour des clôtures ;
- l'argile sert à la construction, ainsi qu'à faire des briques et des poteries ;
- pour chasser, notamment les oiseaux et les petites antilopes ;
- pour cultiver les légumes et autres cultures, lesquelles peuvent être vitales les années de sécheresse, le sol d'un dambo restant en général suffisamment humide pour produire même lorsque la pluie fait défaut ;
- pour tremper le manioc dans les étangs ;
- pour pêcher, en général à l'aide de nasses, dans ceux possédant ruisseaux et rivières.

Plus récemment, ils ont été utilisés pour la pisciculture et pour le riz. Les efforts pour développer l'agriculture dans les dambos ont été entravés par le manque de recherches sur l'hydrologie et la pédologie, les dambos étant des milieux variables et complexes.

## Exemple
Un bon exemple de dambo peut être observé à 30 km au sud de Mansa, en Zambie (11° 28′ S, 28° 54′ E), dans une réserve forestière. Contrairement aux zones avoisinantes, défrichées pour l'agriculture et la production de charbon de bois, le dambo contraste avec la canopée de la forêt de miombo. On voit que le dambo se ramifie comme une rivière. La plupart des dambos ont la même taille et suivent le même modèle.

### Crédits de traduction
- (en) Cet article est partiellement ou en totalité issu de l’article de Wikipédia en anglais intitulé « Dambo » (voir la liste des auteurs).

### Citation originale
1. ↑  (en) « seasonally waterlogged, predominantly grass covered, depressions bordering headwater drainage lines[3] »